# محمود حافظ برانق
العلامة الشيخ محمود حافظ برانق، ولِد في الحادي والثلاثين من شهر ديسمبر عامَ 1928م، بقرية ميت حلفا التابعة لمركز قليوب بمحافظة القليوبية.

## حياته
كان والده شرطياً؛ فربّاه على الجدِّ والحزم والانضباط، واهتم به رعايةً وتنشئةً؛ فلم يكد يشب عن الطوق حتى عهد به إلى أحد أقاربه ممن يتقنون القرآن والتجويد، فعلَّمه الكتابة والخط، ولقّنه القرآن برواية حفص عن عاصم، فأتمها وعمره عشر سنوات.
ظلَّ في كنف والده الذي كانت ظروف عمله تقتضي التنقل بين بلدٍ وآخر، حتى استقر به المقام في قرية ميت بناس بمحافظة الشرقية، فاتَّصل بشيخها في وقت ذلك العلامة إبراهيم بن مرسي بن بكر البناسي؛ فأخذ عنه الشاطبية و (الدرَّة)، وتلقّى القراءات العشر عن طريقهما، وهو بأخذه عن البناسي قرينٌ للعلامة عامر بن السيد عثمان شيخ المقارئ المصرية.
في عام 1945م افتتح الأزهرُ أولَ معهدٍ للقراءات في العالم الإسلامي، وكان يومئذٍ مجرَّد قسم تابع لكلية اللغة العربية، فالتحق به، ونال شهادة التخصّص في القراءات عام 1953م ضمن أول دفعة تتخرّج من المعهد. تعرّف خلال دراسته بالمعهد على أوحد زمانه العلامة إبراهيم السمنودي الذي لاحظ تفوقه واجتهاده؛ فندبه للقراءة عليه، فأخذ عنه القراءات العشر من طريق الطيبة. في عام (1956م) عُيِّن مدرِّساً للقراءات بمعهد سوهاج الأزهري فظلَّ به عامين، انتدب بعدها للتدريس بمعهد القراءات بالقاهرة، فعاد أستاذاً يرد الجميل للمكان الذي تخرّج فيه، وظل يدرِّس بالمعهد حتى عام (1964م). التحق في هذا العام بكلية الدراسات الإسلامية والعربية، فحصل على الإجازة العالية (الليسانس) عام (1968م)، بتقدير جيد.
أُعير في نفس عام تخرُّجه من الجامعة إلى السودان فعمل مدرِّساً للقراءات بجامعة أم درمان، كما عمل في الفترة من 1969 إلى 1971 م كاستاذ في معهد احياء نار القرآن بمدينة سنكات بمديرية البحر الأحمر بشرق السودان وكان شعلة من النشاط استغل فترة وجوده هناك لتعليم مبادئ التجويد لاكبر عدد من طلاب المدارس والموظفين والعمال وكان يجوب الاسواق والمساجد لاجل ذلك (رحمه الله).واذكر ان والدي رحمه الله - وقد كنا أطفال في مدرسة سنكات المتوسطة - قد الغى السفر في اجازتنا السنوية لكي نتعلم التجويد على يد الشيخ رحمه الله وكان يقول لنا ان هذه فرصة جاءتكم من السماء وان الناس تسافر إلى مصر من اجل ذلك، ولم نكن مسرورين وقتها بذلك. وبالفعل افرد لنا الشيخ ساعة في اليوم نذهب اليه فيها يقوم بتلقيننا جزء من القران ويستمع ويصحح ما حفظنا في اليوم السابق له إلى ان حفظنا الاجزاء الثلاثة الاخيرة من القرآن بالتجويد. ولا ازال اذكره وهو يتجول في شوارع المدينة الصغيرة بزيه الأزهري الجميل وواهل البلد يتسابقون لدعوته إلى منازلهم. كما عُيِّن شيخاً لمعهد القراءات بالخرطوم حتى عام 1976م. عاد إلى مصر في هذا العام وهو العام الذي أنشأت فيه إدارة شؤون القرآن بالأوقاف لجنةً للتفتيش على المقارئ المصرية، فعُيِّن مفتشاً أول على المقارئ المصرية، ثم مستشاراً عاماً لشؤون القرآن بمنطقة قليوب، وشيخاً لمقرأة مسجد الحلِّي بمنطقة روض الفرج بالقاهرة. كما استعان به العلامة محمد متولي الشعراوي لتدريس القراءات وعلوم القرآن بمعاهد القرآن التي افتتحها، فكان عميداً لمعهد هُورِيْن بمحافظة الـمنوفية، ثم عميداً لمعهد العمرانية بمحافظة الجيزة، كما ألقى بهذه المعاهد محاضراتٍ ممتعةً في التجويد وعلم الرَّسم، وبعضَ دروسٍ في تفسير الجلالين.
شارك إلى جوار ذلك في عضوية هيئة التحكيم للمسابقات القرآنية في عدد من البلدان، منها ماليزيا وبروناي و ((العراق))
والسعودية والإمارات والكويت والبحرين. في عام 1979م وقع عليه الاختيار ليكون عضواًبلجنة مراجعة المصاحف بالأزهر، وعضواً للجنة اختيار القراء بالإذاعة والتلفزيون، ثم وكيلاً للجنة مراجعة المصاحف، فرئيساً لها في عام 1993م، وحتى عام 1998م.
كان من المتقنين البارعين، وقد أخذتُ عنه -إلى جوار قراءتي عليه- شرحَ \«عقيلة أتراب القصائد\» في علم رسم المصاحف، فكانَ شرحُه غايةً في الإتقان والإفهام، كما يظهر تمكّنه وجودة أسلوبه وسلاسة عرضه في تعليقاته على القراءات القرآنية المسجَّلة بالإذاعة والتلفزيون. طرق بابَ التأليف في علوم القرآن، فكان من المجيدين على الرغم من قلة تأليفه، فمن ذلك:
- كتاب \«كفاية المريد في علم التجويد\»، وهو من أنفع المختصرات في بابه،
- كتاب \«مرشد الأعزة شرح رسالة حمزة، للمتولي\»، بالاشتراك مع الشيخ محمد سليمان صالح. كما قام على تصحيح وتدقيق تفسير الجلالين، وقد حوت مكتبته -التي أهداها نجله الأستاذ حازم لإحدى المكتبات العامة- على بعضِ تأليفه الخطية وكثيرٍ من كتب القراءات التي نسخها بيده.

## هوامش
مصدر المقالة كلها: